# Errindlev Sogn
Errindlev Sogn var et sogn i Maribo Domprovsti (Lolland-Falsters Stift).
Sognet indgik 1. juli 2022 i Errindlev-Olstrup-Tågerup Sogn
I 1800-tallet var Olstrup Sogn anneks til Errindlev Sogn. Begge sogne hørte til Fuglse Herred i Maribo Amt. Errindlev-Olstrup sognekommune blev ved kommunalreformen i 1970 indlemmet i Holeby Kommune, der ved strukturreformen i 2007 indgik i Lolland Kommune.
I Errindlev Sogn ligger Errindlev Kirke.
I sognet findes følgende autoriserede stednavne:
- Bremersvold (ejerlav, landbrugsejendom)
- Egelund (bebyggelse)
- Errindlev (bebyggelse, ejerlav)
- Errindlev Fæland (bebyggelse)
- Errindlev Havn (bebyggelse)
- Errindlev Studehave (areal, bebyggelse)
- Horskær (bebyggelse)
- Hyldager (bebyggelse)
- Hylleholm (areal)
- Keldskov (areal)
- Keldskov Huse (bebyggelse)
- Lilleager (areal)
- Lundehøje (bebyggelse)
- Paddeskov (bebyggelse)
- Sjælstofte (bebyggelse, ejerlav)
- Sjælstofte Fæland (bebyggelse)
- Sjælstofteskov (bebyggelse)
- Skovby (bebyggelse)
- Skovbyskov (bebyggelse)
- Stenrøgle (bebyggelse)
- Storeager (areal)
- Stubodde (bebyggelse)
- Tjørneholm (areal)
- Torpe (bebyggelse, ejerlav)